# Parti Unité (Ossétie du Sud)
Pour les articles homonymes, voir Parti Unité.
Le parti Unité (ossète : Иудзинад, russe : Единство), officiellement le parti Unité politique républicain d'Ossétie du Sud est un parti politique majeur d'Ossétie du Sud-Alanie, une république indépendante partiellement reconnu du Caucase, considéré par la plupart des pays comme membre de la Géorgie. Le Parti Unité, fondé en 2003, soutient le vice-président Edouard Kokoïty et est en ce moment le plus grand parti d'Ossétie du Sud. Aux élections de 2009, le parti récolta 17 des 34 sièges du Parlement de l'Ossétie du Sud. Il a pris pour modèle un parti russe dont il est très proche, « Russie unie », parti de Vladimir Poutine, avec ils ont signé un accord coopératif inter-partis. Le parti gagne les élections parlementaires de 2004 et 2009. Leur meneur actuel est Zourab Kokoïev.
Anatoli Bibilov est le candidat du Parti Unité lors de l'élection présidentielle de 2011. Il est opposé au second tour à Alla Djioïeva qui remporte le scrutin avec 56,7 % des voix. Le Parti Unité fait appel devant la Cour suprême qui annule l'élection en raison de « nombreuses irrégularités ».